# To Russia with Love
Albums de Scorpions
World Wide Live
(1985) Crazy World Tour Live...Berlin 1991
(1991)
To Russia With Love and Other Savage Amusements est une vidéo du groupe de hard rock Scorpions sortie le 5 septembre 1988.
Cette vidéo est extraite de leur tournée mondiale Savage Amusement Tour  au cours de laquelle Scorpions deviendra l'un des premiers groupes de rock à jouer de l'autre côté du rideau de fer avec dix concerts à guichets fermés à Saint-Pétersbourg (record en la matière). 
Cette vidéo est plutôt un documentaire incluant les clips de Rhythm of Love et de Rock You Like a Hurricane, ainsi que des extraits de concerts.

## Liste des pistes
1. Blackout
2. Rhythm of Love
3. Holiday
4. Believe in Love
5. The Zoo
6. Walking on the Edge
7. Long Tall Sally
8. Don't Stop at the Top
9. Rock You Like a Hurricane
10. Media Overkill
11. Passion Rules the Game
12. We Let It Rock (You Let It Roll)

## Formation
- Klaus Meine : chant
- Rudolf Schenker : guitare
- Matthias Jabs : guitare
- Francis Buchholz : guitare basse
- Herman Rarebell : batterie